# Lima (New York)
Lima (laɪmə, früher Town of Charleston) ist eine Stadt im US-Bundesstaat New York in den Vereinigten Staaten von Amerika.
Die Town of Lima liegt im Livingston County und befindet sich südlich von Rochester.

## Geographische Lage
Nach Angaben des United States Census Bureau breitet sich Lima über eine Fläche von 86,7 km² aus, von denen 0,1 km² mit Wasser bedeckt sind. Der Wasseranteil der Gesamtfläche beträgt somit 0,13 %.
Der nördliche Teil der Stadt bildet die Grenze an Monroe County, der östliche Teil grenzt an den Honeoye Creek.

## Geschichte
Die Stadt Lima wurde im Jahre 1780 (vor Livingston County) als „Town of Charleston“ gegründet. Um aber Verwechslungen mit der New Yorker Stadt Charleston zu vermeiden, wurde sie 1808 in „Lima“ umbenannt. Der Name lehnt sich an Old Lyme an, da dort ein Großteil der ersten Einwohner herkam.
Die Genesee Wesleyan Stiftung (1830) und das Genesee College (1849) waren eine der ersten Bildungseinrichtungen des Landes, wo Mädchen und Jungen gemeinsam unterrichtet wurden. Im Jahr 1870 wurde das College allerdings zu Gunsten der Syracuse University geschlossen. 1924 wurde auf dem Campus zusätzlich eine Bibelschule (Elim Bible Institute) gegründet.

## Bevölkerungsstatistik
Nach der Volkszählung von 2000 leben in Lima 4.410 Menschen in 1.553 Haushalten. Die Bevölkerungsdichte liegt bei 53,3 Personen/km². Die weiße Bevölkerung ist mit 74,5 % am stärksten vertreten, gefolgt von der afroamerikanischen und asiatischen Bevölkerung mit je 12,4 % und 4,4 %.

## Söhne und Töchter der Stadt
- Joseph Lloyd Hogan (1916–2000), Bischof von Rochester
- Kenneth Keating (1900–1975), Politiker
- Henry J. Raymond (1820–1869), Journalist (produzierte erste Ausgabe der New York Times)
- Thomas H. Ruger (1833–1907), General, Militärgouverneur von Georgia
- Hestor L. Stevens (1803–1864), Politiker
- Andrew J. Thayer (1818–1873), Politiker
- William Wallace Thayer (1827–1899), Politiker